# Església de Tots Sants (Galle)
L'Església de Tots Sants és una església anglicana situada dins del fort de Galle a Galle, Sri Lanka i es troba a Church Road.

## Història

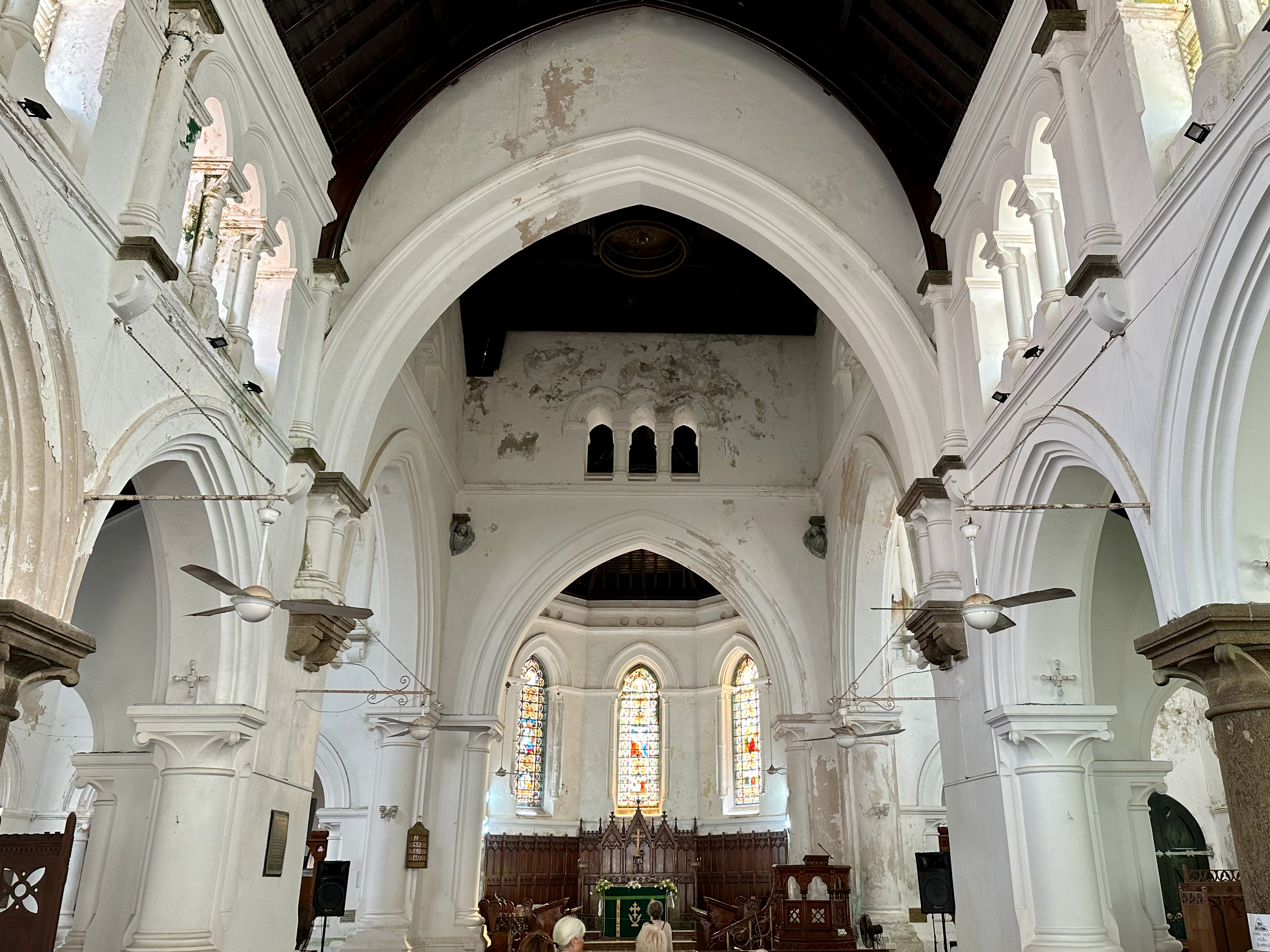
Interior de l'església de Tots Sants

La decisió de construir una església anglicana a Galle, va ser iniciada pel primer bisbe de Colombo, Rt. Reverent James Chapman. Els fonaments de l'església van ser posats el 30 d'octubre de 1868 pel reverend Dr. Piers Calveley Caughton, el segon bisbe de Colombo. La construcció de l'església va ser facilitat per una concessió de la terra i 600 lliures esterlines del 13è governador de Ceilan, Sir Hercules Robinson. Es va rebre una contribució de 1.000 lliures esterlines més d'una parròquia anglesa. L'església va ser dissenyada per James George Smither, l'arquitecte del govern, que més tard va dissenyar el Museu Nacional de Colombo. L'església es va construir al lloc d'un antic Palau de Justícia (dècada de 1780). Es diu que la forca es trobava al lloc de l'actual altar. L'església va ser consagrada el 21 de febrer de 1871 pel bisbe Claughton, assistit pel primer vicari de l'església, el reverend Dr. George Justus Schrader (1829-1875).
En reconeixement de la contribució significativa del reverend Dr. Schrader a l'església, l'any 1876 es va col·locar una gran campana en memòria seva a la cúpula central de l'església. A mitjans dels anys 60, per motius de seguretat es va baixar la campana i es va posar a la venda. Posteriorment va ser comprada per la diòcesi i actualment es troba a la catedral de Crist Salvador Vivent a Colombo. La campana actual va ser adquirida per l'església l'any 1968. La campana prové del Liberty Ship, "Ocean Verity", i va ser donada per la Clan Line Steamship Company.
El primer baptisme a Tots Sants va ser Lilian Slade Godolphin Ozanne el 21 de febrer de 1871 i el primer matrimoni es va celebrar el 25 de març de 1871, entre James Weir i Jane Strene King.

## Arquitectura
L'església va ser construïda sobre un pla basilical amb un estil d'arquitectura neogòtic victorià, modificat per adaptar-se al clima local. La planta és cruciforme fermament recolzada sobre columnes de pedra i arcs bellament tallats en fusta. Arcs de maçoneria construïts amb laterita local i morter de calç. Els bancs pesats, amb talles de l'estrella de David jueva, i el santuari estan fets de teca birmana.